# Steinstraße 18 (Korschenbroich)

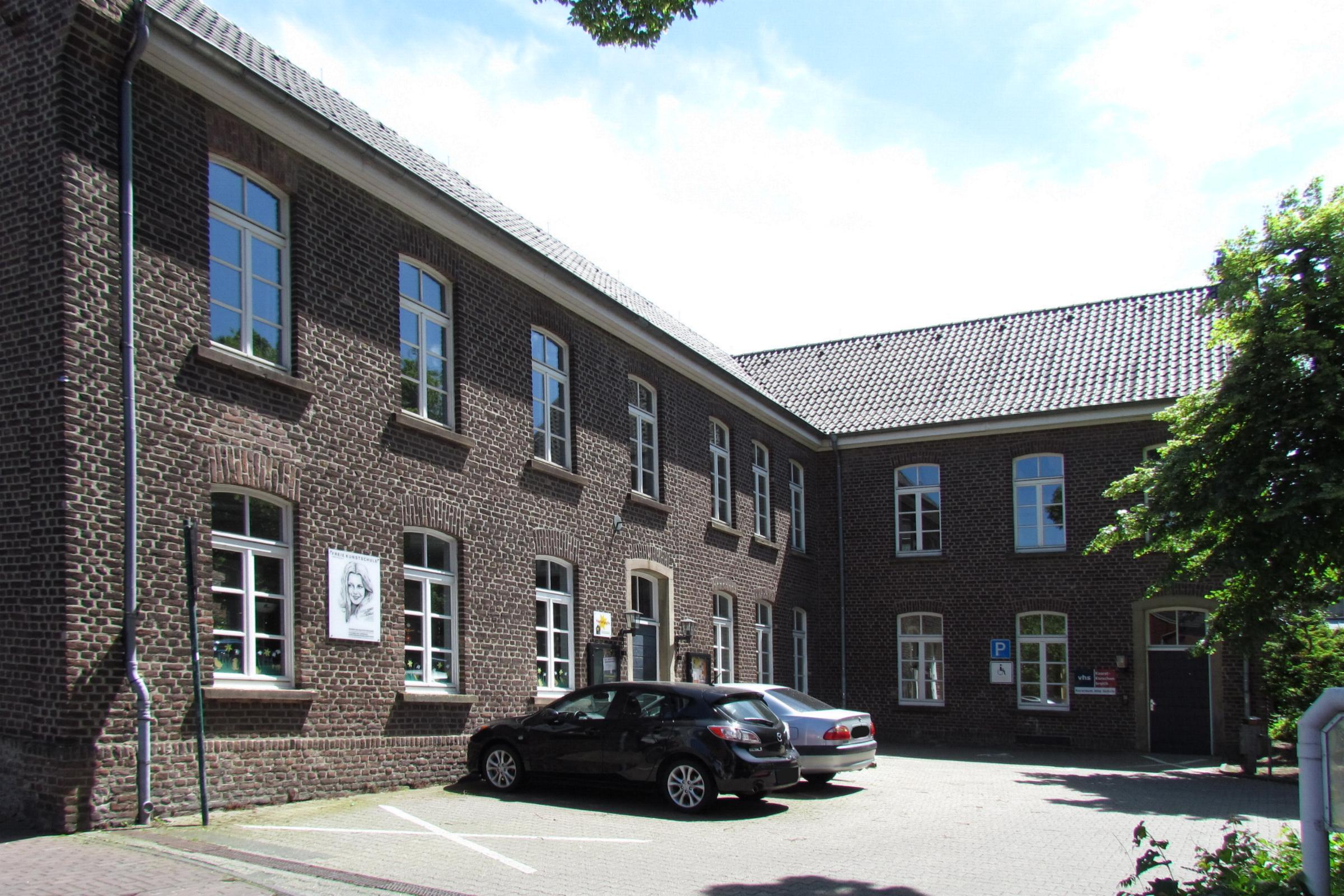
Ehemaliges Schulgebäude

Das ehemalige Schulgebäude Steinstraße 18 steht in Korschenbroich  im Rhein-Kreis Neuss in Nordrhein-Westfalen.
Das Gebäude wurde in der ersten Hälfte des 19. Jahrhunderts erbaut und unter Nr. 032 am 26. August 1985 in die Liste der Baudenkmäler in Korschenbroich eingetragen.

## Architektur
Es handelt sich um einen Backstein–Winkelbau, zweigeschossig in 7:6 Achsen, Türen mit Steingewänden. Der rückwärtige Bau wurde um 1905 erbaut, zweigeschossig in fünf Achsen mit Walmdach. Der Querriegel ist bis zur Haustüre verkürzt.